# São Jerônimo da Serra

## História
A colonização do sertão deu-se com abertura de uma picada, ordenada pelo Barão de Antonina e sob o comando do sertanista Joaquim Francisco Lopes, para que viesse a facilitar os deslocamentos para o Mato Grosso através das vias naturais dos rios Tibagi, Paranapanema, do e Ivinhema e Brilhante. Esta picada foi aberta em 1854 e desenvolveu-se pelas fendas do Campo da Lagoa e foi ter a margem direita do Rio Tibagi, no lugar denominado Jatai. A partir de então inicia-se a história propriamente dita de São Jerônimo da Serra.
No início do povoado, a localidade recebeu o nome de São Thomaz de Papanduva e, em 1867, já tinha a denominação de São Jerônimo da Serra. A situação privilegiada em que se encontrava o povoamento atraiu para si um grande contingente humano que imprimiu um ritmo de progresso ao município.
Criado através da Lei Estadual nº 02 de 10 de outubro de 1947, foi desmembrado de Congonhinhas.

## Geografia
São Jerônimo da Serra, município localizado no norte do Estado do Paraná, Brasil, encontra-se geologicamente inserido na porção central da Bacia Sedimentar do Paraná. Afloram na região os litotipos sedimentares das formações Rio do Rasto e Pirambóia/Botucatu e as vulcânicas da Formação Serra Geral. Tal peculiaridade propiciou o desenvolvimento de cavidades naturais esculpidas em arenito, uma vez que o contato das rochas sedimentares com as vulcânicas diaclasadas veio a favorecer a manifestação do fenômeno de pipping que deu origem inúmeras grutas características da região. Esse grupo de cavernas encontradas vem a ser conhecido como Distrito Espeleológico do Tigre, dado à grande ocorrência de grutas no vale do rio homônimo.
Possui uma área é de 823,773 km² representando 0,2369 % do estado, 0,0838 % da região e 0,0056 % de todo o território brasileiro. Localiza-se a uma latitude 23°43'40" sul e a 43uma longitude 50°44'27" oeste, estando a uma altitude de 976 metros. Sua população estimada em 2005 era de 10.795 habitantes.

### Demografia
Dados do Censo - 2000
População total: 11.750
- Urbana: 5.331
- Rural: 6.419

- Homens: 6.050
- Mulheres: 5.700

Índice de Desenvolvimento Humano Municipal (IDH-M): 0,674
- IDH-Renda: 0,598
- IDH-Longevidade: 0,680
- IDH-Educação: 0,745

### Clima
| Ano                   | 2009 |
| --------------------- | ---- |
| Temperatura máxima °C | 34.1 |
| Temperatura mínima °C | 2.6  |

| Mês                   | Jan   | Fev   | Mar   | Abr  | Mai  | Jun  | Jul  | Ago  | Set   | Out   | Nov   | Dez   | Ano    |
| --------------------- | ----- | ----- | ----- | ---- | ---- | ---- | ---- | ---- | ----- | ----- | ----- | ----- | ------ |
| Temperatura máxima °C | 27.8  | 27.8  | 27.8  | 26   | 23   | 21.1 | 22.1 | 23.4 | 24.3  | 25.6  | 26.3  | 27    | 25.2   |
| Temperatura mínima °C | 17.7  | 18    | 17.1  | 14.7 | 11.6 | 9.7  | 9.7  | 10.9 | 12.6  | 14.3  | 15.5  | 17.2  | 14     |
| Chuvas mm             | 209.1 | 182.6 | 134.1 | 91.8 | 91.7 | 85.4 | 66.7 | 55.3 | 109.8 | 144.1 | 126.7 | 151.6 | 1448.9 |

Fonte:tempoagora.uol.com.br

## Turismo
O município de São Jerônimo da Serra é conhecido na região por suas cachoeiras, cavernas e outras belezas naturais. Além disso, engloba duas áreas indígenas federais. Em linhas gerais, seus principais pontos turísticos são: Praça Coronel Deolindo (a praça da Igreja Matriz); Museu Histórico Municipal de São Jerônimo da Serra; Salto do João Nogueira; Igreja Matriz de São Jeronimo; Hospital da Sociedade Filantrópica Humanitas (referência em tratamento de doenças dermatológicas); Portal Turístico; Aldeias indígenas; Cachoeira do Padre; Cachoeira do Caratuva; Caverna do Arco Verde e Rio Tigre.